# Search and Destroy : En plein cauchemar
Pour les articles homonymes, voir Search and destroy.
Pour plus de détails, voir Fiche technique et Distribution.
Search and Destroy : En plein cauchemar (Search and Destroy) est un film américain réalisé par David Salle, sorti en 1995.

## Synopsis
Martin Mirkhein est un entrepreneur en faillite qui doit une forte somme aux impôts. Pour se refaire, il a l'idée de faire un film du best-seller du gourou new age Luther Waxling. Afin de réunir l'argent nécessaire à la production, il s'associe au riche Kim Ulander qui mène des affaires douteuses.

## Fiche technique
- Titre original : Search and Destroy
- Titre français : Search and Destroy : En plein cauchemar
- Réalisation : David Salle
- Scénario : Michael Almereyda, d'après la pièce de Howard Korder
- Photographie : Bobby Bukowski et Michael Spiller
- Montage : Lawrence Blume et Michelle Gorchow
- Musique : Elmer Bernstein
- Pays de production :  États-Unis
- Langue originale : anglais
- Format : couleur - stéréo
- Genre : comédie satirique
- Durée : 90 minutes
- Date de sortie : 
  - États-Unis : 5 mai 1995

## Distribution
- Griffin Dunne : Martin Mirkhein
- Dennis Hopper : Luther Waxling
- Christopher Walken (VF : Patrick Floersheim) : Kim Ulander
- John Turturro : Ron
- Ethan Hawke : Roger
- Rosanna Arquette : Lauren Mirkheim
- Robert Knepper : Daniel Strong
- Illeana Douglas : Marie Davenport
- Martin Scorsese : le comptable
- Dan Hedaya : le tailleur

## Accueil
Sorti dans vingt-deux salles aux États-Unis, il a rapporté 389 503 de dollars au box-office américain.
Il recueille 33 % de critiques favorables, avec une note moyenne de 4,2/10 et sur la base de neuf critiques collectées, sur le site Rotten Tomatoes.